# Веселка (зупинний пункт)
Весе́лка — пасажирський залізничний зупинний пункт Жмеринської дирекції Південно-Західної залізниці, розташований на лінії Козятин I — Жмеринка між станціями Тюшки (4 км) та Гнівань (10 км).
Відстань до ст. Вінниця — 15 км, до ст. Жмеринка — 32 км.
Відкритий у 2000-х роках. Поруч за лісосмугою розташований велике садове товариство «Веселка» Вінницького району Вінницької області.